# Sabina Bockemühl

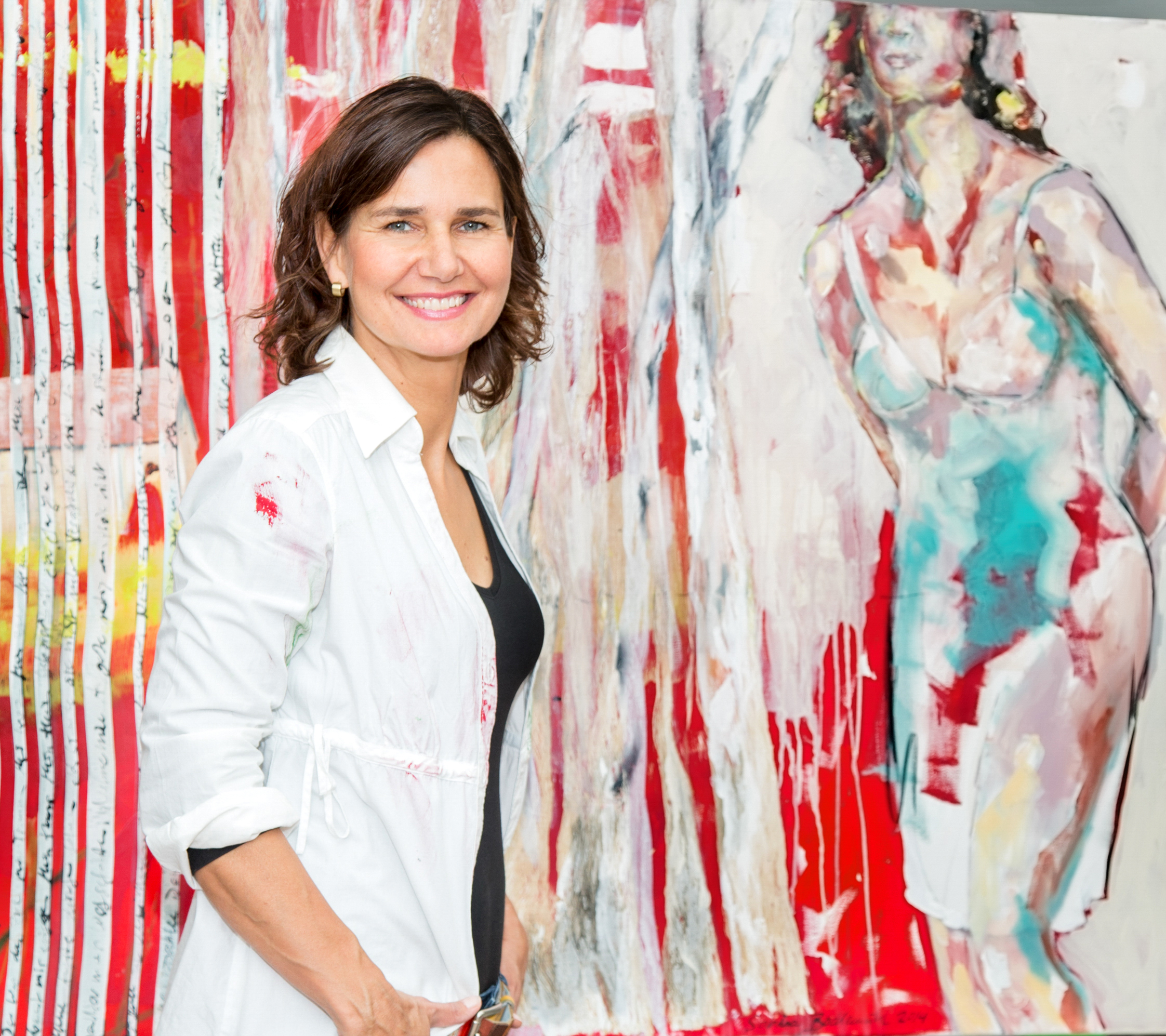
Die Künstlerin Sabina Bockemühl in ihrem Atelier in Murnau.

Sabina Bockemühl (* 12. März 1966 in Solingen) ist eine deutsche Künstlerin und Malerin. Der Öffentlichkeit wurde Bockemühl vor allem durch Porträts Prominenter bekannt.

## Leben
Bockemühl wurde als zweite Tochter des Malers und Glaskünstlers Hans-Jürgen Richartz geboren. Einer ihrer ersten Förderer war der Kunstlehrer und Galerist Georg W. Michels. Nach dem Abitur widmete sich Sabina Bockemühl ganz der Malerei.
Ihre Ausbildung absolvierte Bockemühl in Trier, Münster und Barcelona bei Markus Lüpertz, Elvira Bach, Xenia Hausner und Hetty Krist. In den Jahren 1990/91 absolvierte sie ein Studium der Porträtmalerei bei dem Bildhauer und Porträtmaler Ricci von Riggenbach. Außerdem lernte Sabina Bockemühl bei dem Designer Dieter Sieger auf Schloss Harkotten im Münsterland. Studienaufenthalte in den USA und Spanien, sowie eine Ausbildung in Wandmalerei, Trompe-l’œil und Fassadenmalerei folgten.

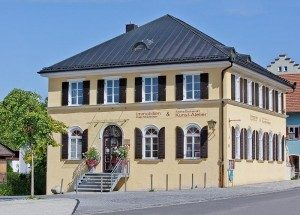
Das „Gelbe Haus“ in Murnau

Ihr erstes Atelier gründete Bockemühl im Jahr 1990. Seit 2002 arbeitet sie in Murnau am Staffelsee. Dort hat sie im „Gelben Haus“ ihr Atelier und eine Malakademie.
Bockemühl ist seit 1997 Mitglied im Berufsverband Bildender Künstler München, davor in Wuppertal.

## Werke
Bockemühl verbindet eine neoexpressionistische Stilrichtung mit Einflüssen der Pop Art. Sie malt fast ausschließlich großformatige Werke in intensiven Farben. Die Arbeiten entstehen aus zahlreichen Farbschichten, die sie nacheinander aufträgt, und durch die Einarbeitung von verschiedenen Materialien, die eine Dreidimensionalität in den Bildern suggerieren.

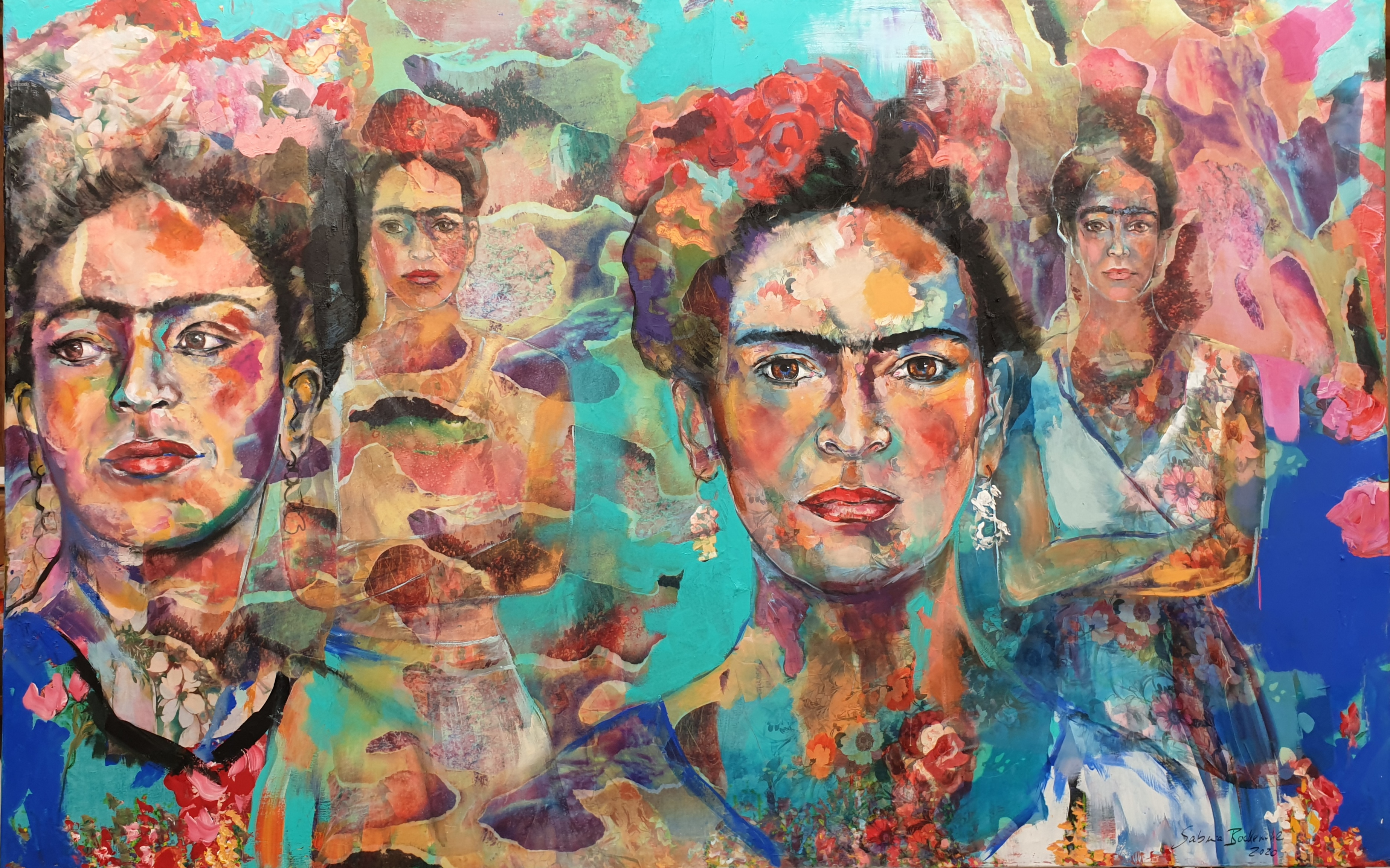
Ein Werk von Sabina Bockemühl aus der Serie „Idole“ aus dem Jahre 2020: Frida stays forever

Bekannt wurde Bockemühl vor allem durch ihre Bilder, die Geschichten von Persönlichkeiten erzählen und Porträts von Prominenten wie Veronica Ferres, Mario Adorf, Maria Furtwängler, Hannelore Elsner und Roger Cicero.

## Ausstellungen (Auswahl)

### Einzelausstellungen
- 2018/19: Die Kunst der klaren Haltung, Zentrum für verfolgte Künste, Solingen[5]

- 2023: LebensStücke. Bilder und Geschichten, Museum für zeitgenössische Kunst Diether Kunerth, Ottobeuren (mit Autorin Sonja Still)[6]

### Gruppenausstellungen
- 2016: Work & Women – Pionierinnen und Meilensteine der Frauenarbeit – Superwomen, Bonner Frauenmuseum[7]
- 2016/2017: Starke Wesen – Zarte Seelen, Museum für zeitgenössische Kunst Diether Kunerth, Ottobeuren (mit Diether Kunerth)[8]
- 2024/2025: Jubiläumsausstellung. 10 Jahre Museum für zeitgenössische Kunst, Museum für zeitgenössische Kunst Diether Kunerth, Ottobeuren[9]
- 2024/2025: Women in Art, Art Palace Prague, Prag[10]

## Veröffentlichungen
- Rolf Jessewitsch (Hrsg.): Sabina Bockemühl. Die Kunst der klaren Haltung. Michael Imhof Verlag, Petersberg 2018, ISBN 978-3-7319-0774-9.
- Sabina Bockemühl (Hrsg.): LebensStücke. Sabina Bockemühl und Sonja Still. Michael Imhof Verlag, Petersberg 2023, ISBN 978-3-7319-1290-3.